# Asmate binaevata
Asmate binaevata là một loài bướm đêm trong họ Geometridae.